# Deschampsia setacea
Deschampsia setacea là một loài thực vật có hoa trong họ Hòa thảo. Loài này được (Huds.) Hack. mô tả khoa học đầu tiên năm 1880.

## Hình ảnh

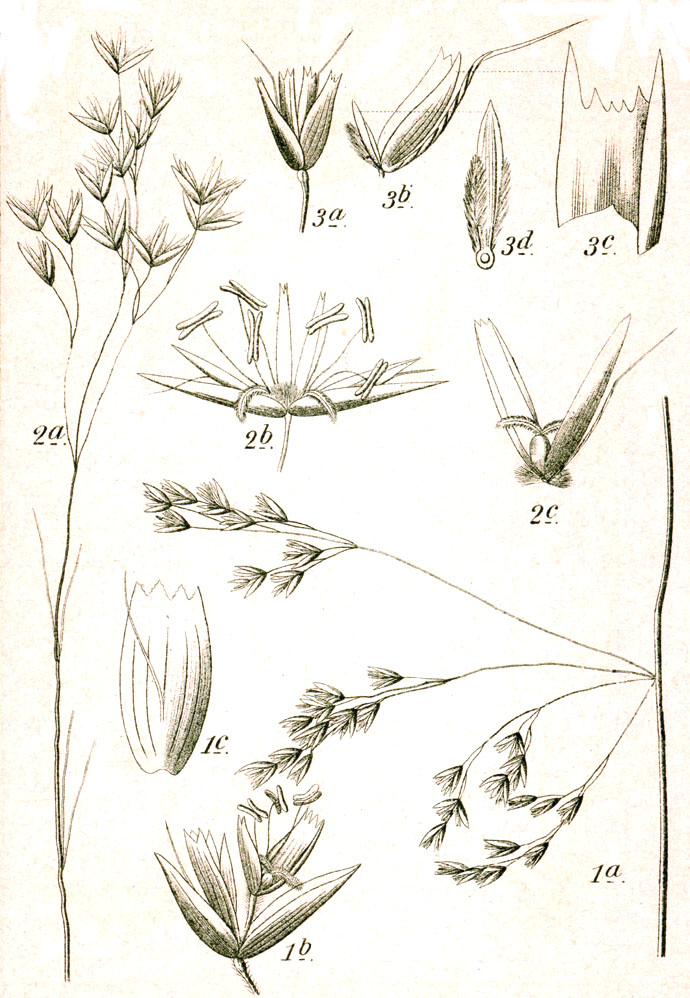